# Tofaş 124
La Tofaş 124 Murat est la version turque de la Fiat 124 italienne, construite sous licence en Turquie, entre 1971 et 1977. Elle renait sous le nom de Tofaş Serçe de 1985 à 1995.

## Histoire
Jusqu'au milieu des années 1960, la Turquie n'avait aucun constructeur automobile. Le pays devait importer tous ses moyens de transport. Le gouvernement de l'époque voulut doter le pays d'une industrie très pourvoyeuse de main d'œuvre, abondante dans ce pays jeune. 
La famille Koç engagea une coopération avec Gianni Agnelli, patron de Fiat qui déboucha sur la création de la société Tofaş (Türk Otomobil Fabrikası Anonim Şirketi) qui est le premier constructeur automobile turc. L'usine de production de Bursa a été construite sur le modèle réduit de l'usine italienne Mirafiori à partir d'avril 1969 et deviendra opérationnelle en janvier 1971. Sa capacité initiale était de 20.000 voitures par an.
La 'Tofaş 124 Murat est le premier modèle automobile turc construit entièrement en Turquie. La production en série a débuté le 13 février 1971 à partir du modèle original italien Fiat 124. 
La version turque ne diffère que par le logo Tofaş de couleur rouge placé au centre de la calandre en lieu et place du logo Fiat. Sur la version Serçe, le logo est déplacé en bas à droite de la calandre.
La 124 Murat sera le seul modèle fabriqué par le constructeur jusqu'en 1976 avec l'arrivée de la Tofaş 131 qui la remplaça immédiatement. Sa fabrication pris fin le 28 décembre 1976. La capacité de l'usine a alors été portée à 35.000 unités par an.

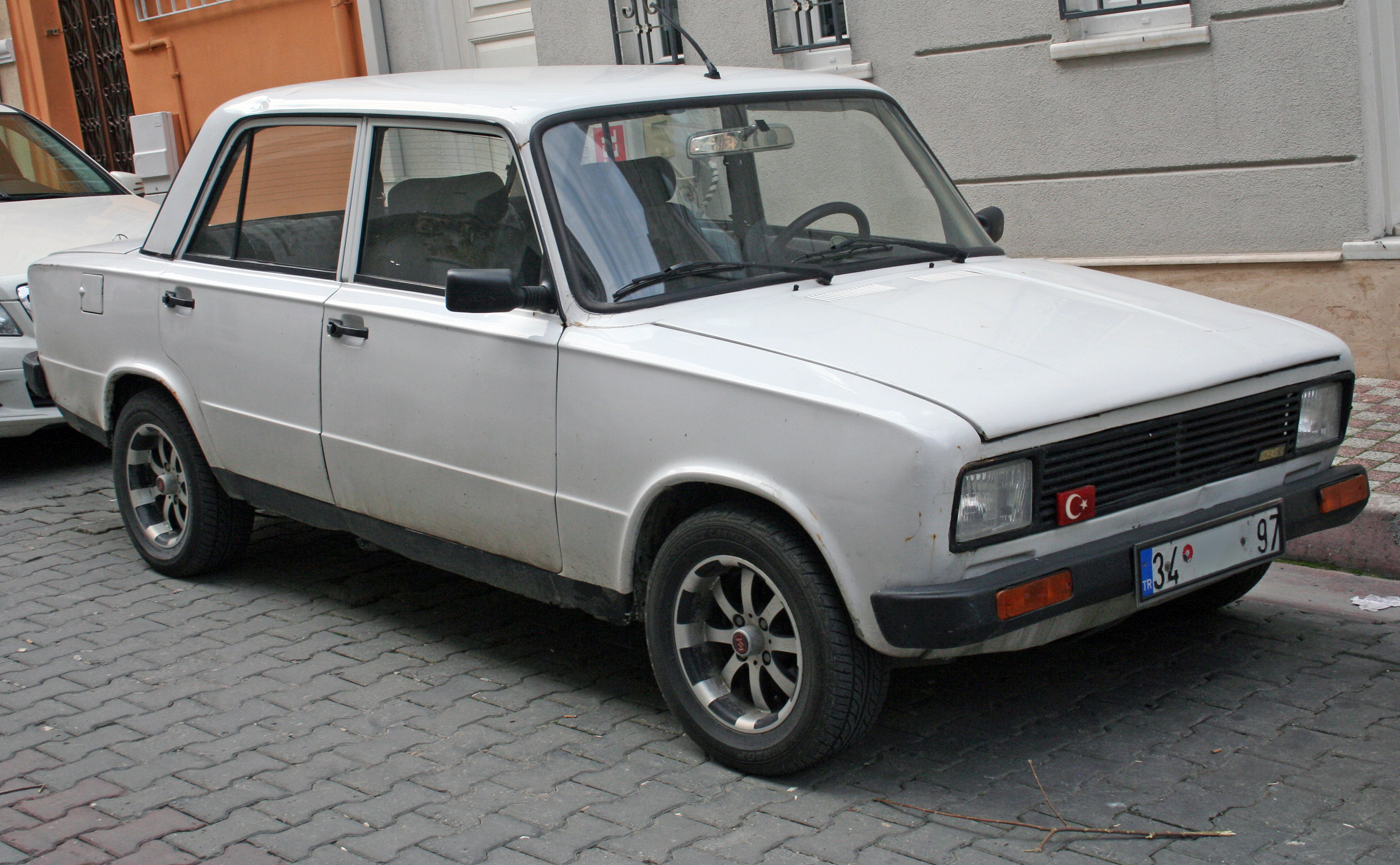
Tofaş Murat 124 Serce

C'était sans compter sur la volonté de la clientèle turque qui était très heureuse de pouvoir s'offrir une voiture spacieuse et d'un coût très raisonnable. Le modèle 131 qui l'avait remplacé, était encore plus spacieux mais d'un prix d'achat plus élevé. Les ventes de la Tofaş 131 étant à la peine dans un marché en pleine expansion, la direction turque dû se résoudre à réintroduire la 124  renommée Serçe en 1984. Elle fera office de modèle d'entrée de gamme low cost jusqu'en 1994, où elle quittera définitivement la scène. La "Serçe" différait très légèrement de la version 124 Murat au niveau des faces avant avec des phares rectangulaires à la place des ronds d'origine et des feux arrière dédoublés. Aucun élément de carrosserie ne fut modifié. La finition intérieure fut également revue, sans gros changement dans l'équipement toutefois.

## Caractéristiques techniques
Les Tofaş 124 Murat et Serçe reposent sur le modèle Fiat 124 et n'en diffèrent sur aucun point technique. Moteur Fiat type 124 de 1 197 cm3 placé longitudinalement à l'avant d'une puissance de 65 ch DIN lui garantissant une vitesse maximale de 170 km/h avec une boîte de vitesses à 4 rapports entièrement synchronisés.
Conçue au début des années 1960, la Fiat 124 était une berline traditionnelle à 4 portes. Elle restait fidèle aux solutions mécaniques classiques : propulsion avec un essieu rigide, mais avec des ressorts et des amortisseurs coaxiaux, une ligne à trois volumes très carrée qui se voulait, selon les critères de l'époque, très moderne. Le moteur, un nouveau 4 cylindres monoarbre à cames de 1 197 cm3 développant 65 ch DIN, lui fournissait de bonnes prestations (170 km/h) et une consommation très modérée. 
Le succès auprès du public comme de la critique fut immédiat. La Fiat 124 se vit attribuer le prix de Voiture de l'Année en 1967.

## Production de la Fiat 124

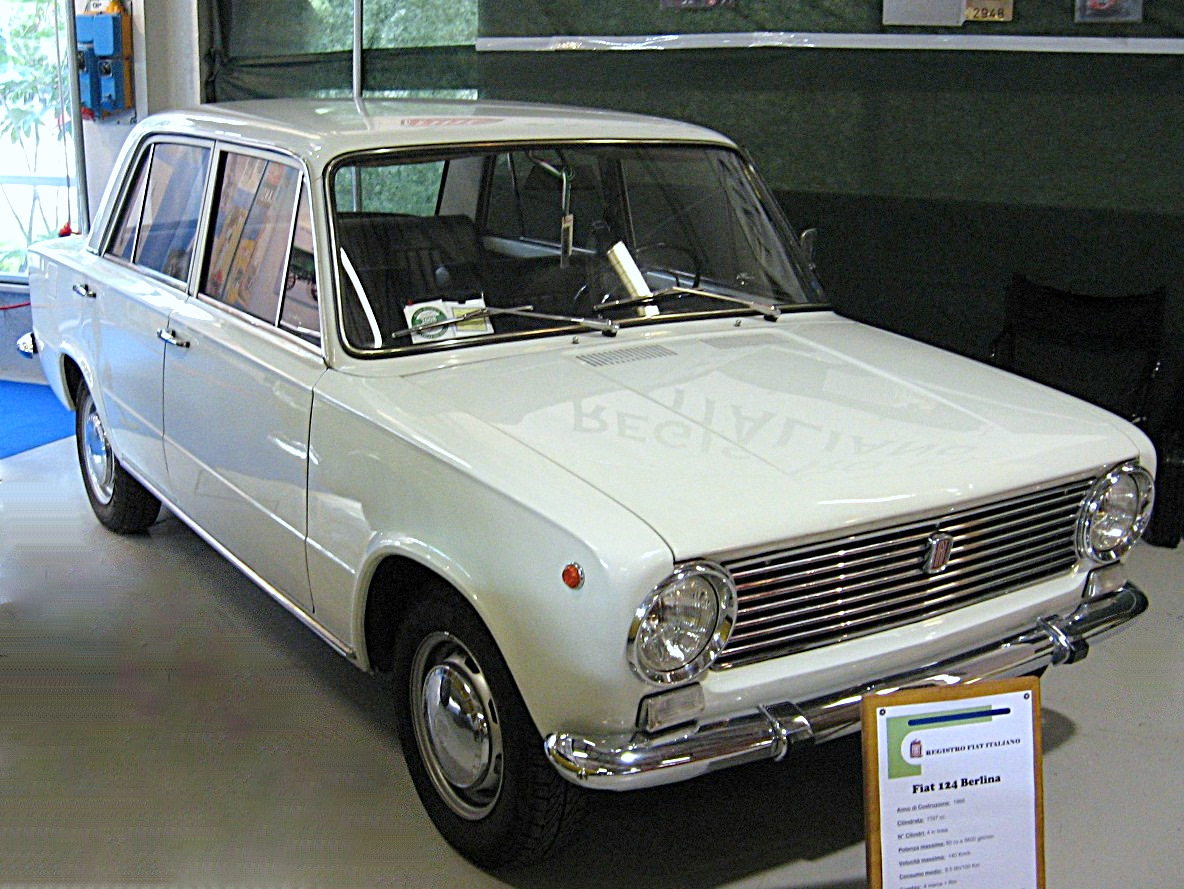
Fiat 124 (original italien 1966)

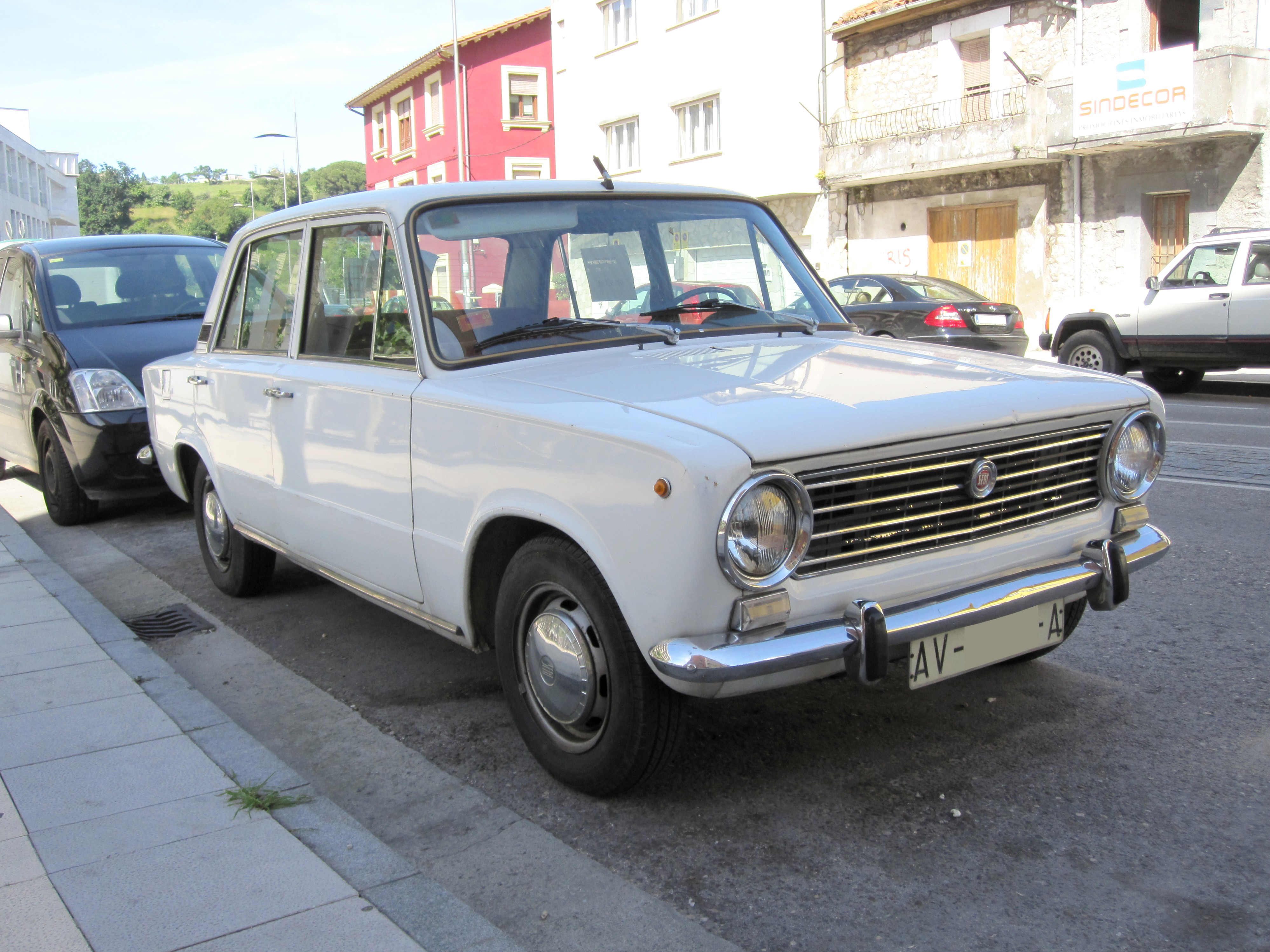
SEAT 124D (Espagne 1968)

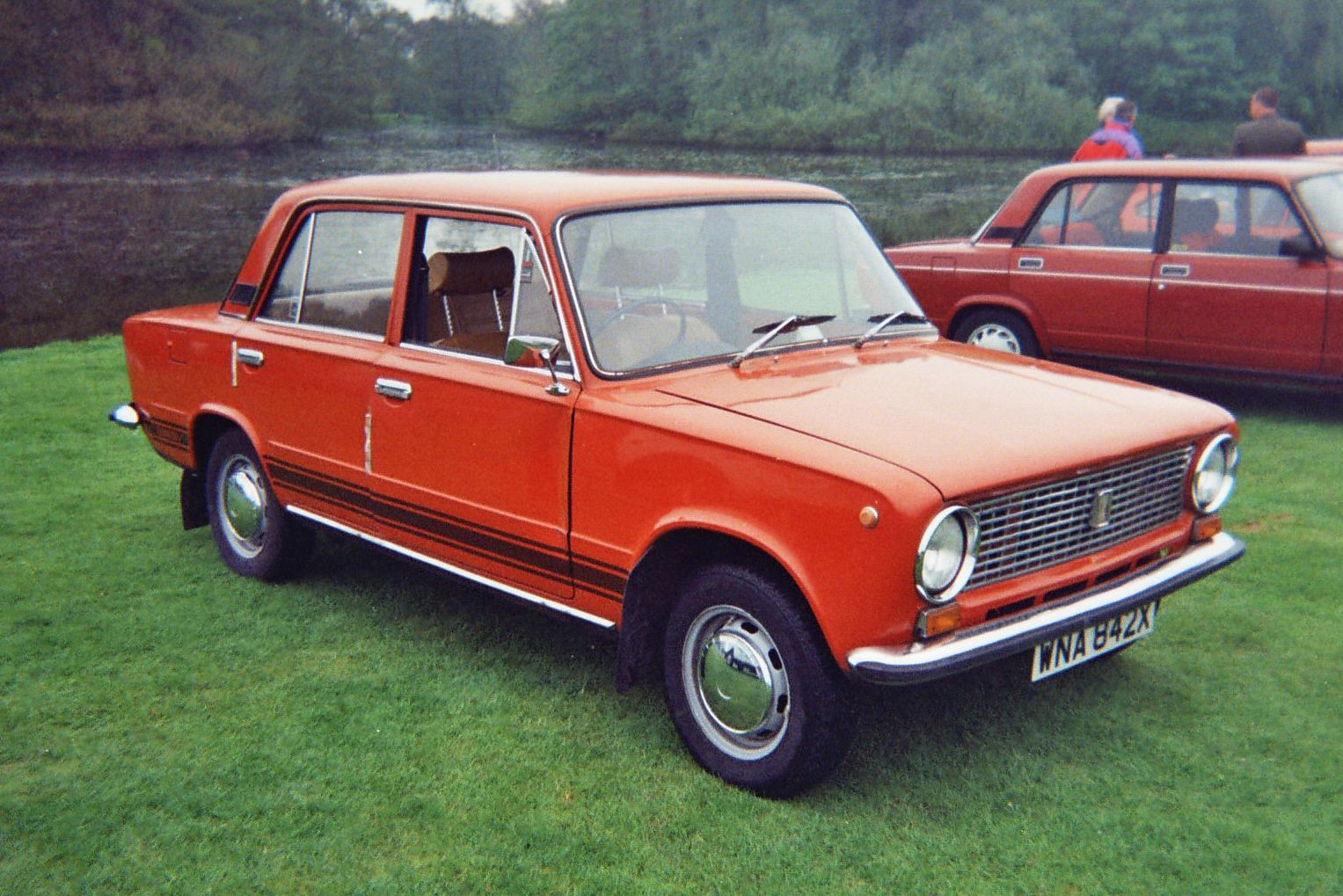
VAZ Jigouli 2101-Lada 1200 (URSS 1972)

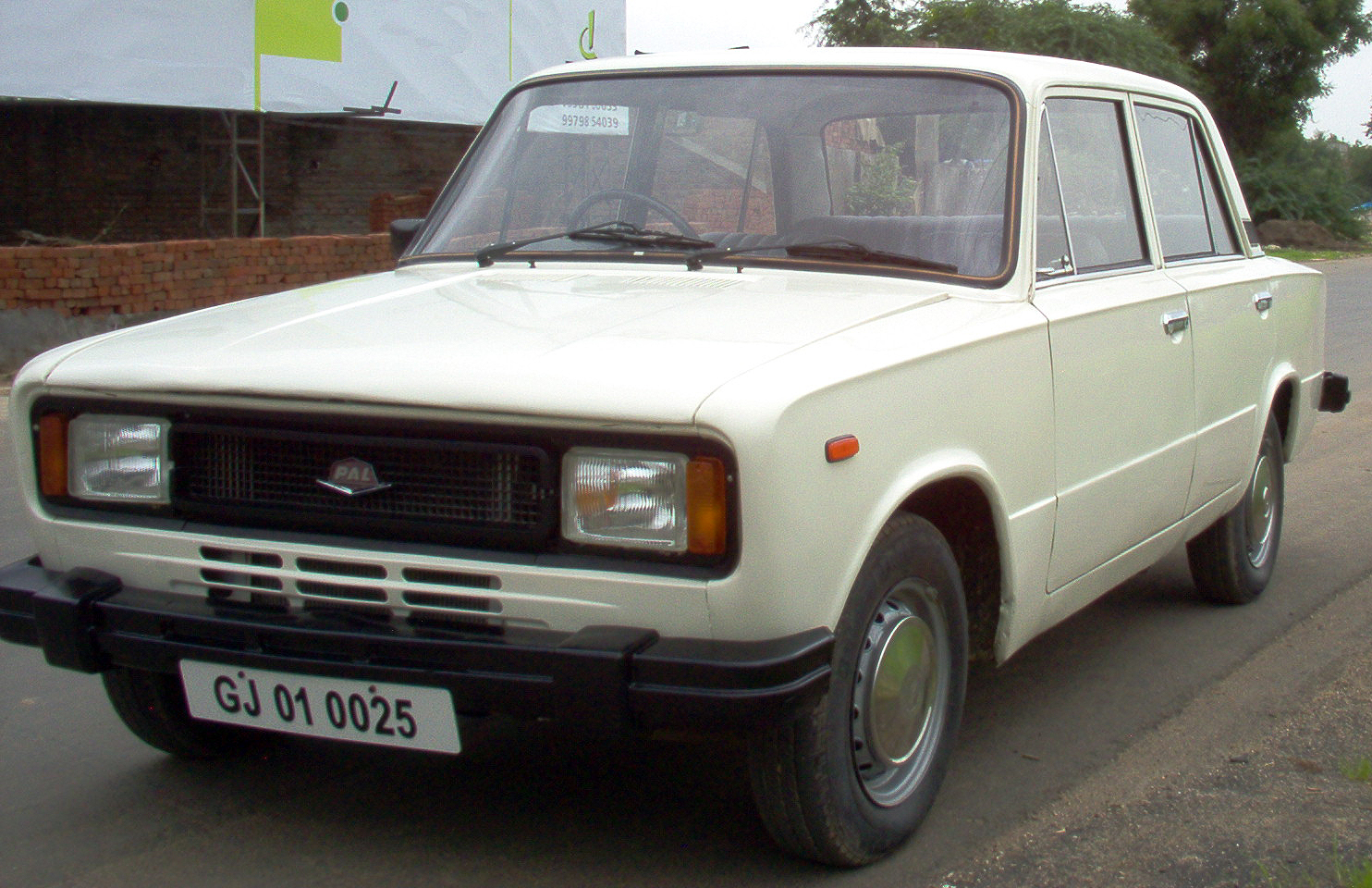
Premier 118 NE (Inde 1989)

La Fiat 124 est la voiture du géant turinois la plus produite dans l'absolu :
- Espagne : la SEAT 124 fut produite sous licence de 1968 à 1980 à 888 608 exemplaires. Elle ne différait de sa cousine italienne que par l'écusson SEAT rond. SEAT adapta légèrement la version Fiat 124 S et ST en créant la SEAT 1430.
- ex-Union soviétique :  création de la marque Lada et fabrication sous licence durant des décennies de la Jigouli (modèles VAZ-2101, VAZ-2102, VAZ-2103, VAZ-2106), version de la Fiat 124 adaptée aux conditions locales. VAZ en a produit 20 millions d'exemplaires. Sa carrière stoppa en 2012.
- Turquie : ce sont 134 867 "TOFAŞ Murat 124", stricte copie de l'original italien qui ont été construites dans l'usine de Bursa en Turquie, y compris la version "Tofaş Serçe" remise en production entre 1984 et 1995.
- Corée du Sud : Fiat participa à la création du constructeur Asia Motors, devenu ensuite KIA Motors qui fabriqua sous licence 6 775 KIA 124 entre 1970 et 1973.
- Maroc : la SOMACA fabriqua sous licence un très grand nombre de Fiat 124, destinées au marché local et exportées dans l'ensemble des pays du Maghreb.
- Inde : une version née en 1986, soit 20 ans après le modèle original italien, a été présentée en Inde, où le constructeur local PREMIER a construit sous licence la Premier 118N sur une ligne rachetée à la filiale espagnole SEAT.
- Bulgarie : sous la marque Pirin-Fiat[1].